# Andy Schleck
Andy Raymond Schleck (Luxemburg-stad, 10 juni 1985) is een voormalig profwielrenner uit Luxemburg.
Schleck werd in eerste instantie drie keer op rij tweede in de Ronde van Frankrijk doch nadat begin 2012 de oorspronkelijke winnaar van de Tour 2010, Alberto Contador, de eindzege werd ontnomen, werd Schleck alsnog uitgeroepen tot de winnaar van de Ronde van Frankrijk van 2010. In 2009 won Schleck de Waalse voorjaarsklassieker Luik-Bastenaken-Luik. In 2011 eindigde hij samen met zijn vijf jaar oudere broer Fränk Schleck op het podium van "La Doyenne". Beiden verloren de spurt tegen de Belg Philippe Gilbert.
Andy reed zijn gehele carrière in dezelfde ploeg als Fränk. Hoewel Andy jonger is dan Fränk en hij dus later dan zijn broer als beroepswielrenner begon, was zijn carrière toch eerder voorbij: in 2014, toen hij pas 29 was. Fränk zou nog twee jaar verder koersen. Reden hiervoor was een knieblessure die Andy had opgelopen tijdens de Ronde van Frankrijk van 2014. Hiervan herstelde hij niet meer en geëmotioneerd kondigde hij destijds zijn afscheid aan.
Na zijn actieve wielerloopbaan begon Schleck een fietswinkel in Luxemburg.

## Biografie

#### Debuutjaren
Schleck begon in september 2004 als stagiair bij Team CSC. Hij reed wat kleine koersen en trad in 2005 als fullprof in dienst bij de Deense ploeg. Al op 19-jarige leeftijd maakte hij zijn debuut in een ProTour-race: de Ronde van Catalonië in 2005. Vlak daarna werd hij Luxemburgs kampioen tijdrijden, zijn eerste profzege. In 2006 kwamen daar twee ritzeges in de Sachsen Tour bij. In de Ronde van Italië 2007 brak hij door als ronderenner, al had hij in de Ronde van Romandië van dat jaar ook al mooie dingen laten zien. Hoewel het zijn debuut was in een Grote Ronde, kon hij in de bergetappes al met de besten mee. Uiteindelijk resulteerde dat in een tweede plek in het eindklassement en de witte trui voor de beste jongere.
Schlecks zwakke punt was het tijdrijden, zoals hij zelf herhaaldelijk bevestigde.

#### 2008
In 2008 werd hij vierde in Luik-Bastenaken-Luik en zesde in de Tour de Suisse. In de Ronde van Frankrijk 2008 startte hij als outsider. Hij behoorde bergop al bij de besten, maar door een hongerklop kende hij één slechte dag in de Pyreneeën, waardoor een topklassering onmogelijk was. Als luxeknecht voor zijn kopmannen hielp hij de CSC-ploeg aan de eerste Tourzege, in de persoon van Carlos Sastre. Zelf werd hij twaalfde en winnaar van het jongerenklassement.

#### 2009

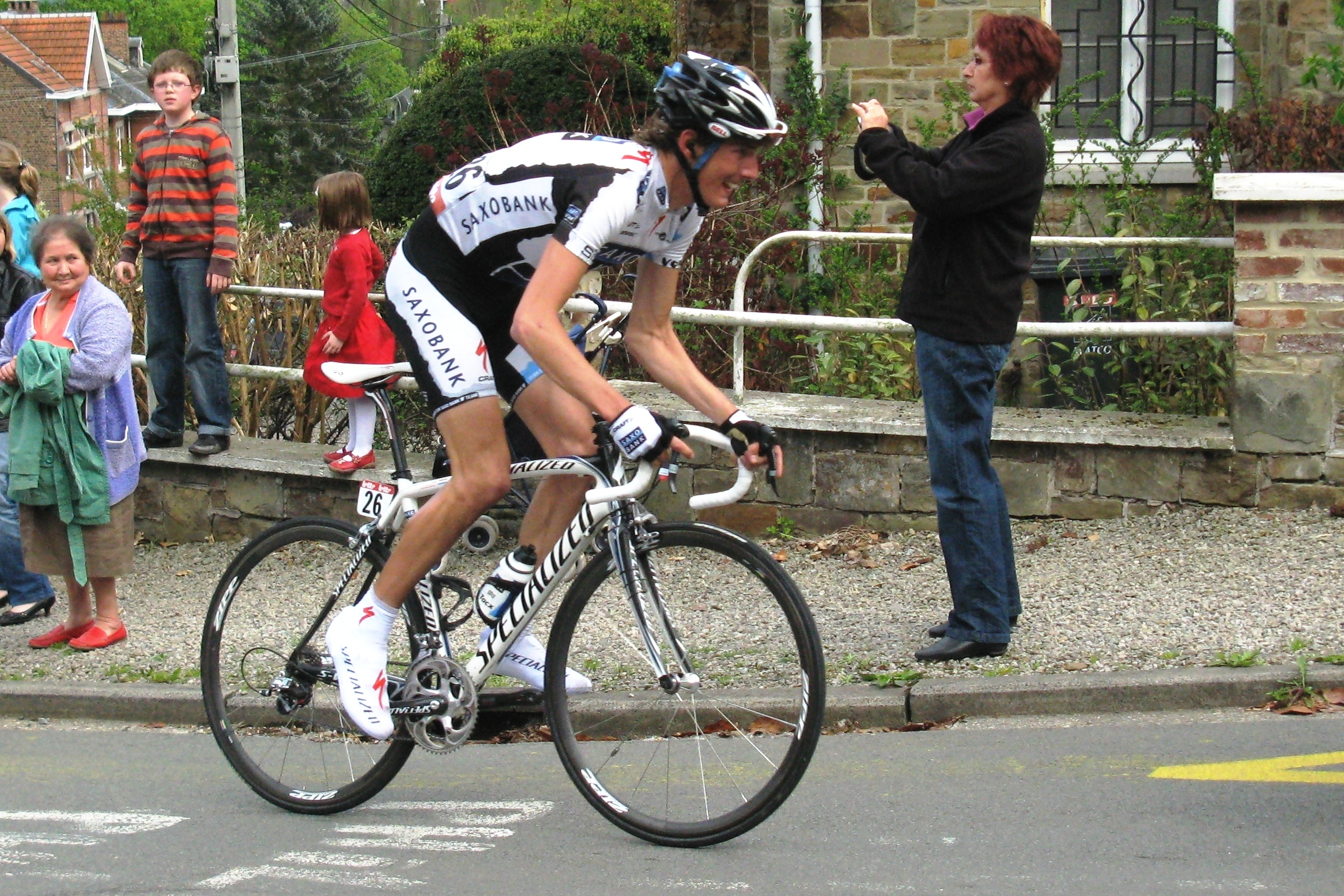
Schleck in de aanval in de door hem gewonnen editie van Luik-Bastenaken-Luik (2009)

Schlecks voorjaar van 2009 leek lange tijd nogal kleurloos, totdat hij in het heuveldrieluik in april toesloeg: tiende in de Amstel Gold Race, tweede op de Muur van Hoei in de Waalse Pijl en als kroon op het werk, eerste in Luik-Bastenaken-Luik. Het was de eerste grote overwinning voor Schleck en hij omschreef de zege als zijn mooiste ooit. Anderhalve maand later won hij voor het eerst een etappe in de Ronde van Luxemburg.
In 2009 won Schleck in de Ronde van Frankrijk wederom het jongerenklassement. Bovendien eindigde hij als tweede in het algemeen klassement, als een van de weinige serieuze belagers van eindwinnaar Alberto Contador. Desondanks reed hij enkele bergetappes meer in dienst van zijn oudere broer Fränk. Aan het einde van het jaar werd hij uitverkozen tot Luxemburgs Sportman van het Jaar.

#### 2010
In de Tour van 2010 boekte Schleck zijn eerste ritzege met een overwinning in de achtste etappe naar Morzine–Avoriaz, de eerste echte Alpenrit van formaat. In een sprint met Samuel Sánchez bergop gaf hij de andere favorieten het nakijken. Tijdens de tweede alpenrit versnelde Schleck enkele keren op de Col de la Madeleine, van de favorieten kon enkel Alberto Contador volgen; klassementsaanvoerder Cadel Evans had last van een barst in zijn elleboog en zodoende veroverde Schleck diens gele trui. Deze gele trui raakte hij in de vijftiende etappe kwijt aan Contador. Schleck sprong ongeveer 25 kilometer voor de finish weg uit het groepje met favorieten. Na een gat te hebben geslagen van twintig meter, liep de ketting van zijn fiets eraf. Concurrent Contador reed hem snel voorbij en profiteerde hier optimaal van. De zeventiende etappe begon Schleck met een achterstand van acht seconden. Op tien kilometer voor het einde versnelde de Luxemburger, maar Contador kon in zijn wiel mee. Hoewel Schleck van de Spanjaard als eerste over de finish op de Col du Tourmalet mocht komen, kon hij Contador in de tijdrit niet meer bedreigen en beëindigde hij de ronde wederom als tweede, na Contador. Later raakte bekend dat Contador clenbuterol, een verboden middel, gebruike tijdens de Ronde en werd uit de uitslag geschrapt. Op 29 mei 2012 kreeg Schleck, 2 jaar later, alsnog zijn gele trui tijdens een plechtigheid in Luxemburg.
Later dat jaar reed Schleck de Vuelta. Voor de start van de tiende etappe werd hij uit koers gehaald nadat hij, samen met Stuart O'Grady, alcohol had gedronken en daarmee de ploegregels had overtreden. Aan het einde van het jaar werd hij voor de tweede maal op rij uitverkozen tot Luxemburgs Sportman van het Jaar.

#### 2011

Gele trui gesigneerd door Andy Schleck (2011) (collectie: KOERS. Museum van de Wielersport)

In 2011 kwam Schleck uit voor Team Leopard-Trek, het team dat hij samen met zijn broer heeft opgericht. In de Ronde van Frankrijk won hij door middel van een lange solo de etappe met aankomst op de Col du Galibier. Deze solo begon Schleck verrassend genoeg al op de Col d'Izoard; niemand kon reageren op zijn demarrage en zodoende kon hij uitlopen tot 4 minuten. Zijn ploeggenoot Maxime Monfort zat die dag in de kopgroep en liet zich afzakken om Schleck de afdaling tussen de Izoard en de Galibier door te helpen.
De favorieten in het peloton wachtten lang om een achtervolging op Schleck in te zetten. Uiteindelijk nam Cadel Evans toch de leiding en helemaal alleen sleurde hij het peloton voort. Evans beperkte zijn achterstand op Schleck tot ruim twee minuten, wat ervoor zorgde dat Schleck in het algemeen klassement slechts 57 seconden voorsprong had op Evans.
Ondanks zijn knappe etappeoverwinning eindigde Schleck de dag niet in de gele trui.
Een dag later bemachtigde Schleck wel de gele trui ten koste van Thomas Voeckler. Schleck ging in deze etappe mee met een vroege demarrage van Alberto Contador, die voor het klassement al ongevaarlijk was. Het peloton kwam echter bij dit tweetal, en Schleck slaagde er in deze etappe niet in om het verschil met Evans groter te maken.
Tijdens de beslissende tijdrit bleek Schleck niet in staat de 57 seconden voorsprong op Evans te behouden. Evans won de Tour, Andy Schleck werd op een minuut en 34 seconden wederom tweede. Zijn broer Fränk werd derde en zodoende stonden de broers Schleck samen op het podium in Parijs. Dit omschreven zij samen als een van de mooiste momenten uit hun loopbaan.

#### 2012
In 2012 reden de gebroeders Schleck voor RadioShack-Nissan-Trek, het team dat het gevolg was van de fusie tussen Team RadioShack en Team Leopard-Trek. Voor de Ronde van Frankrijk moest Andy Schleck afzeggen wegens een breuk in het heiligbeen, die hij opgelopen had na een val in de tijdrit van het Critérium du Dauphiné. Zijn rentree werd meerdere malen uitgesteld, waardoor hij ook de Ronde van Spanje miste. Uiteindelijk reed hij in oktober pas weer een wedstrijd, de Memorial Frank Vandenbroucke. Deze wist hij niet uit te rijden. In oktober reed Schleck verder nog de Ronde van Peking. Hij kwam steevast als een van de laatste renners over de finish. Tijdens de laatste etappe stapte hij af. Al met al bleek 2012 een verloren seizoen voor Andy Schleck, een 22e plaats in de Ronde van de Sarthe was zijn beste seizoensresultaat. Zijn seizoen werd verder nog overschaduwd door de positieve dopingtest van broer Fränk tijdens de Ronde van Frankrijk. Dit leidde later tot een eenjarige schorsing die tot juli 2013 duurde. Hierdoor moest Andy het in de Ronde van Frankrijk van het volgende jaar zonder zijn broer stellen.

#### 2013
In 2013 kende Schleck een moeizame start van het seizoen. In de Tour Down Under, de Ronde van de Middellandse Zee en de Tirreno-Adriatico reed Schleck steevast in de achterhoede en stapte hij iedere keer voortijdig af. Het Internationaal Wegcriterium was de eerste meerdaagse koers in meer dan een jaar tijd die door Schleck werd uitgereden, hij eindigde als 57e in het eindklassement. Ook de rest van het seizoen werd gekenmerkt door voortijdige opgaves. De Ronde van Frankrijk reed Schleck wel uit. Hij behaalde er met een 20e plaats in de eindklassering zijn beste seizoensresultaat.

#### 2014
Ook in 2014 behaalde Schleck geen aansprekende resultaten. Behalve een derde plek in het Luxemburgs kampioenschap op de weg, eindigde hij het gehele seizoen geen enkele keer in een top 30. Hij startte desondanks wel weer in de Ronde van Frankrijk, maar moest al na de vierde etappe opgeven nadat hij bij een valpartij een zware knieblessure opliep die meteen het einde van zijn seizoen betekende. Op 9 oktober 2014 maakte Andy Schleck bekend te stoppen als professioneel wielrenner.

## Belangrijkste overwinningen
2002
- Luxemburgs kampioen cyclocross, Junioren

2003
- Luxemburgs kampioen tijdrijden, Junioren
- Luxemburgs kampioen op de weg, Junioren

2004
- Eindklassement Flèche du Sud
- Luxemburgs kampioen tijdrijden, Beloften
- Luxemburgs kampioen op de weg, Beloften

2005
- Luxemburgs kampioen tijdrijden, Elite

2006
- 3e etappe Ronde van Saksen
- 5e etappe Ronde van Saksen

2007
- Jongerenklassement Ronde van Italië
- 2e etappe Ronde van Duitsland (ploegentijdrit)

2008
- Jongerenklassement Ronde van Frankrijk
- 1e etappe Ronde van Polen (ploegentijdrit)

2009
- Luik-Bastenaken-Luik
- 2e etappe Ronde van Luxemburg
- Luxemburgs kampioen op de weg, Elite
- Jongerenklassement Ronde van Frankrijk

2010
- Luxemburgs kampioen tijdrijden, Elite
- 8e etappe Ronde van Frankrijk
- 17e etappe Ronde van Frankrijk
- Eindklassement Ronde van Frankrijk
- Jongerenklassement Ronde van Frankrijk

2011
- Bergklassement Ronde van Zwitserland
- 18e etappe Ronde van Frankrijk

## Resultaten in voornaamste wedstrijden
| Jaar | Ronde van Italië | Ronde van Frankrijk | Ronde van Spanje |
| ---- | ---------------- | ------------------- | ---------------- |
| 2005 |                  |                     |                  |
| 2006 |                  |                     |                  |
| 2007 | ↑                |                     |                  |
| 2008 |                  | 11e                 |                  |
| 2009 |                  | ↑                   | opgave           |
| 2010 |                  | ↑ (2)               | opgave           |
| 2011 |                  | ↑ (1)               |                  |
| 2012 |                  |                     |                  |
| 2013 |                  | 20e                 |                  |
| 2014 |                  | opgave              |                  |

| Jaar | Milaan-San Remo | Amstel Gold Race | Luik-Bast.‑Luik | Ronde van Lombardije | Waalse Pijl | Clásica San Sebastián | Eschborn-Frankfurt |  | WK op de weg |  | Wereldranglijsten |
| ---- | --------------- | ---------------- | --------------- | -------------------- | ----------- | --------------------- | ------------------ |  | ------------ |  | ----------------- |
| 2005 |                 |                  |                 | 64e                  |             |                       |                    |  |              |  |                   |
| 2006 |                 |                  |                 |                      |             | 23e                   |                    |  |              |  |                   |
| 2007 |                 | 93e              | 46e             | 4e                   | 57e         |                       |                    |  | opgave       |  | 15e (UPT)         |
| 2008 |                 | 73e              | 4e              |                      | 76e         | 18e                   | 9e                 |  | opgave       |  | 61e (UPT)         |
| 2009 | 128e            | 10e              | ↑               |                      | ↑           |                       |                    |  | opgave       |  | 4e (UWK)          |
| 2010 | opgave          | 18e              | 5e              | opgave               | 8e          | opgave                |                    |  |              |  | 9e (UWK)          |
| 2011 |                 | 11e              | ↑               |                      | 44e         |                       |                    |  |              |  | 13e (UWT)         |
| 2012 |                 | 91e              | 50e             |                      | 81e         |                       |                    |  |              |  |                   |
| 2013 |                 | opgave           | 41e             | opgave               | 86e         |                       |                    |  |              |  | 176e (UWT)        |
| 2014 |                 | opgave           | opgave          |                      | opgave      |                       |                    |  |              |  |                   |

## Ploegen
- 2004 –  Team CSC - (stagiair vanaf 1 september)
- 2005 –  Team CSC
- 2006 –  Team CSC
- 2007 –  Team CSC
- 2008 –  Team CSC Saxo Bank
- 2009 –  Team Saxo Bank
- 2010 –  Team Saxo Bank
- 2011 –  Leopard Trek
- 2012 –  RadioShack-Nissan-Trek
- 2013 –  RadioShack Leopard
- 2014 –  Trek Factory Racing